# Chrysopogon catachrysus
Chrysopogon catachrysus är en tvåvingeart som beskrevs av Clements 1985. Chrysopogon catachrysus ingår i släktet Chrysopogon och familjen rovflugor. Inga underarter finns listade i Catalogue of Life.